# Jan Foltys

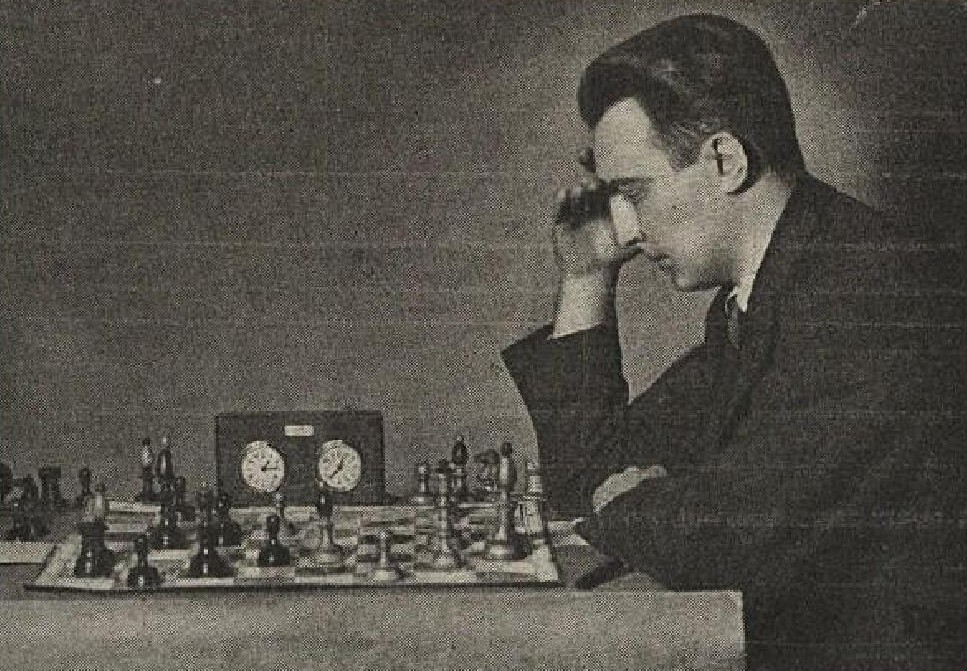
Jan Foltys

Jan Foltys (* 13. Oktober 1908 in Svinov; † 11. März 1952 in Ostrava) war ein tschechoslowakischer Schachspieler. Im Jahr 1950 verlieh ihm die FIDE den Titel Internationaler Meister.
Jan Foltys gehörte ab Mitte der 1930er Jahre bis zu seinem frühen Tod zu den besten Schachspielern der Tschechoslowakei. Bei den Landesmeisterschaften wurde er 1936 Zweiter, 1938 Dritter, 1940 Erster, 1943 Zweiter und 1946 Dritter. Er vertrat sein Land bei der inoffiziellen Schacholympiade 1936 in München und bei den offiziellen Schacholympiaden 1937 in Stockholm und 1939 in Buenos Aires.
Jan Foltys qualifizierte sich in Mariánské Lázně 1951 für das Interzonenturnier Saltsjöbaden 1952, er starb jedoch noch vor Turnierbeginn an Leukämie.

## Turniererfolge
- Poděbrady 1936: 3. Platz
- Margate 1937: 4. Platz
- Prag 1937: 3./4. Platz
- Rakovník 1940: 1. Platz
- Trenčianske Teplice 1941: 1. Platz
- Wettkampf mit Karel Opočenský in Prag: 6:6
- Prag Duras Memorial 1942: 3. Platz
- München 1942: 3./5. Platz
- Prag 1943: 4./5. Platz[4]
- Zlín 1943: 2. Platz
- Prag 1946: 4./5. Platz
- Budapest 1948: 3. Platz
- Karlovy Vary 1948: 1. Platz
- Budapest 1948: 3. Platz
- Wien Schlechter Memorial 1949: 1./2. Platz
- Przepiorka Memorial 1950: 6. Platz